# Danh sách tổng thống Venezuela
| imagesize = 
| alt  = 
| incumbent = Tranh chấp
| incumbentsince = 
| style = Ngài
| appointer =
| termlength = Sáu năm
| formation = 13 tháng 1, 1830
| inaugural = Cristóbal Mendoza (Tổng thống Đệ nhất Cộng hoà) 
 José Antonio Páez 
||native_name=Presidente de Venezuela}}
Tổng thống Venezuela là nguyên thủ quốc gia và người đứng đầu chính phủ của Venezuela. Tổng thống Venezuela có nhiệm kỳ 6 năm và có thể được bầu cử lại lập tức theo trình tự được quy định tại Hiến pháp Venezuela.

## Danh sách các tổng thống Venezuela
| Ghi chú: | Đảng Bảo thủ | Đảng Tự do | Độc lập & Khác | FEI | Hành động Dân chủ | COPEI | Hội tụ | Phong trào Đệ ngũ Cộng hòa/Đảng Xã hội chủ nghĩa Thống nhất | Đảng Bàn tron Thống nhất Dân chủ |

| # (Nhiệm kỳ) | # (Đời tổng thống) | Hình ảnh | Tổng thống                                        | Thời gian tại nhiệm             | Hình thức                                                                                 | Nghề nghiệp                                    |
| ------------ | ------------------ | -------- | ------------------------------------------------- | ------------------------------- | ----------------------------------------------------------------------------------------- | ---------------------------------------------- |
| 1            | 1                  |          | Cristóbal Mendoza, Juan Escalona, Baltasar Padrón | 5/3/1811 – 21 /3/1812           | Quốc hội đầu tiên bầu ra chính phủ tam đầu chế                                            | Luật sư/Sĩ quan quân đội/Tài phiệt (tương ứng) |
| 2            | 2                  |          | Francisco de Miranda                              | 3/4/1812 – 25/7/1812            | Quốc hội bổ nhiệm                                                                         | Tướng quân đội                                 |
| 3            | 3                  |          | Simón Bolívar                                     | 6/8/1813 – 7/7/1814             | Bầu cử gián tiếp - Được bổ nhiệm làm lãnh đạo dân chính và quân sự của miền Tây Venezuela | Tướng quân đội                                 |
| 4            | 3                  |          | Simón Bolívar                                     | 6/5/1816 – 17/2/1819            | Bầu cử gián tiếp - Lãnh đạo Tối cao của Cộng hòa và Quân đội                              | Tướng quân đội                                 |
| 5            | 3                  |          | Simón Bolívar                                     | 17/2/1819 – 17/2/1819           | Bầu cử gián tiếp - Tổng thống Venezuela                                                   | Tướng quân đội                                 |
| 6            | 3                  |          | Simón Bolívar                                     | 17/12/1819 – 25/11/1829         | Bầu cử gián tiếp - Tổng thống của Đại Colombia                                            | Tướng quân đội                                 |
| 8            | 4                  |          | José Antonio Páez                                 | 25/11/1829 – 6/5/1830           | Tổng thống lâm thời do Hội nghị San Francisco chỉ định                                    | Tướng quân đội                                 |
| 9            | 4                  |          | José Antonio Páez                                 | 6/5/1830 – 24/3/1831            | Tổng thống Venezuela do Hội nghị Valencia chỉ định                                        | Tướng quân đội                                 |
| 10           | 4                  |          | José Antonio Páez                                 | 24/3/1831 – 20/1/1835           | Bầu cử gián tiếp                                                                          | Tướng quân đội                                 |
| 11           | 5                  |          | Andrés Narvarte                                   | 20/1/1835 – 9/2/1835            | Quyền tổng tống                                                                           | Luật sư/Chính trị gia                          |
| 12           | 6                  |          | José María Vargas                                 | 9/2/1835 – 9/7/1835             | Bầu cử gián tiếp                                                                          | Bác sĩ                                         |
| 13           | 7                  |          | José María Carreño                                | 27/7/1835 – 20/8/1835           | Quyền tổng thống                                                                          | Tướng quân đội                                 |
| 14           | 6                  |          | José María Vargas                                 | 20/8/1835 – 24/4/1836           | Phục chức                                                                                 | Bác sĩ                                         |
| 15           | 5                  |          | Andrés Narvarte                                   | 24/4/1836 – 20/1/1837           | Quyền tổng thống                                                                          | Luật sư/Chính trị gia                          |
| 16           | 7                  |          | José María Carreño                                | 20/1/1837 – 11/3/1837           | Quyền tổng thống                                                                          | Tướng quân đội                                 |
| 17           | 8                  |          | Carlos Soublette                                  | 11/3/1837 – 1/2/1839            | Quyền tổng thống                                                                          | Tướng quân đội                                 |
| 18           | 4                  |          | José Antonio Páez                                 | 1/2/1839 – 20/1/1843            | Bầu cử gián tiếp                                                                          | Tướng quân đội                                 |
| 19           | —                  |          | Santos Michelena                                  | 20/1/1843 – 28/1/1843           | Quyền tổng thống                                                                          | Chính trị gia/Nhà ngoại giao                   |
| 20           | 8                  |          | Carlos Soublette                                  | 28/1/1843 – 20/1/1847           | Bầu cử gián tiếp                                                                          | Tướng quân đội                                 |
| 21           | —                  |          | Diego Bautista Urbaneja                           | 20/1/1847 – 1/3/1847            | Quyền tổng thống                                                                          | Luật sư/Sĩ quan quân đội                       |
| 22           | 9                  |          | José Tadeo Monagas                                | 1/3/1847 – 20/1/1851            | Bầu cử gián tiếp                                                                          | Tướng quân đội                                 |
| 23           | —                  |          | Antonio Leocadio Guzmán                           | 20/1/1851 – 5/2/1851            | Quyền tổng thống                                                                          | Chính trị gia/Nhà báo                          |
| 24           | 10                 |          | José Gregorio Monagas                             | 5/2/1851 – 20/1/1855            | Bầu cử gián tiếp                                                                          | Tướng quân đội                                 |
| 25           | —                  |          | Joaquín Herrera                                   | 20/1/1855 – 31/1/1855           | Quyền tổng thống                                                                          | Sĩ quan quân đội                               |
| 26           | 9                  |          | José Tadeo Monagas                                | 31/1/1855 – 15/3/1858           | Bầu cử gián tiếp                                                                          | Tướng quân đội                                 |
| 27           | 11                 |          | Pedro Gual Escandon                               | 15/3/1858 – 18/3/1858           | Tổng thống lâm thời                                                                       | Luật sư                                        |
| 28           | 12                 |          | Julián Castro                                     | 18/3/1858 – 2/8/1859            | Đảo chính                                                                                 | Tướng quân đội                                 |
| 29           | 11                 |          | Pedro Gual Escandon                               | 2/8/1859 – 29/9/1859            | Tổng thống lâm thời                                                                       | Luật sư                                        |
| 30           | 13                 |          | Manuel Felipe de Tovar                            | 29/9/1859 – 20/5/1861           | Đảo chính; Bầu cử trực tiếp năm 1860 (nhiệm kì thứ hai)                                   | Chính trị gia                                  |
| 31           | 11                 |          | Pedro Gual Escandon                               | 20/5/1861 – 29/8/1861           | Tổng thống lâm thời                                                                       | Luật sư                                        |
| 32           | 4                  |          | José Antonio Páez                                 | 29/8/1861 – 15/6/1863           | Độc tài                                                                                   | Tướng quân đội                                 |
| 34           | 14                 |          | Juan Crisóstomo Falcón                            | 15/6/1863 – 18/3/1865           | Chiến thắng trong Chiến tranh Liên bang (nhiệm kỳ thứ nhất)                               | Tướng quân đội                                 |
| 35           | 14                 |          | Juan Crisóstomo Falcón                            | 18/3/1865 – 25/4/1868           | Bầu cử gián tiếp (nhiệm kì thứ hai)                                                       | Tướng quân đội                                 |
| 36           | 15                 |          | Manuel Ezequiel Bruzual                           | 25/4/1868 – 28 de Junio de 1868 | Tổng thống lâm thời                                                                       | Sĩ quan quân đội                               |
| 37           | 16                 |          | Guillermo Tell Villegas                           | 28/6/1868 – 20/2/1869           | Tổng thống lâm thời                                                                       | Luật sư/Sĩ quan quân đội                       |
| 38           | 17                 |          | José Ruperto Monagas                              | 20/2/1869 – 16/4/1870           | Cách mạng Xanh                                                                            | Tướng quân đội                                 |
| 39           | 16                 |          | Guillermo Tell Villegas                           | 16/4 1870 – 27/4/1870           | Tổng thống lâm thời                                                                       | Luật sư/Sĩ quan quân đội                       |
| 40           | 18                 |          | Antonio Guzmán Blanco                             | 27/4/1870 – 20/2/1873           | Cách mạng tháng Tư (nhiệm kì thứ nhất)                                                    | Luật sư/ Tướng quân đội                        |
| 41           | 18                 |          | Antonio Guzmán Blanco                             | 20/2/1873 – 27/2/1877           | Bầu cử gián tiếp (nhiệm kì thứ hai)                                                       | Luật sư/ Tướng quân đội                        |
| 42           | 19                 |          | Francisco Linares Alcántara                       | 27/2/1877 – 30/11/1878          | Bầu cử gián tiếp                                                                          | Tướng quân đội                                 |
| 43           | 20                 |          | José Gregorio Valera                              | 30/11/1878 – 26/2/1879          | Tổng thống lâm thời                                                                       | Tướng quân đội                                 |
| 44           | 18                 |          | Antonio Guzmán Blanco                             | 26/2/1879 – 12 5 1880           | Liên bang bầu ra                                                                          | Luật sư/ Tướng quân đội                        |
| 45           | 18                 |          | Antonio Guzmán Blanco                             | 12/5/1880 – 1882                | Liên bang bầu ra                                                                          | Luật sư/ Tướng quân đội                        |
| 46           | 18                 |          | Antonio Guzmán Blanco                             | 1882 – 26/4/1884                | Liên bang bầu ra                                                                          | Luật sư/ Tướng quân đội                        |
| 47           | 21                 |          | Joaquín Crespo                                    | 26/4/1884 – 15/9/1886           | Liên bang bầu ra                                                                          | Tướng quân đội                                 |
| 48           | 18                 |          | Antonio Guzmán Blanco                             | 15/9/1886 – 8/8/1887            | Liên bang bầu ra                                                                          | Luật sư/ Tướng quân đội                        |
| 49           | 22                 |          | Hermógenes López                                  | 8/8/1887 – 2/7/1888             | Quyền tổng thống                                                                          | Tướng quân đội                                 |
| 50           | 23                 |          | Juan Pablo Rojas Paúl                             | 2/7/1888 – 19/3/1890            | Liên bang bầu ra                                                                          | Luật sư                                        |
| 51           | 24                 |          | Raimundo Andueza Palacio                          | 19/3/1890 – 17/6/1892           | Liên bang bầu ra                                                                          | Luật sư                                        |
| 52           | 16                 |          | Guillermo Tell Villegas                           | 17/6/1892 – 31/8/1892           | Tổng thống lâm thời                                                                       | Luật sư/Sĩ quan quân đội                       |
| 53           | 16                 |          | Guillermo Tell Villegas Pulido                    | 31/8/1892 – 7/10/1892           | Tổng thống lâm thời                                                                       | Luật sư                                        |
| 54           | 36                 |          | Joaquín Crespo                                    | 7/10/1892 – 14/3/1894           | Cách mạng tuân thủ luật pháp                                                              | Tướng quân đội                                 |
| 55           | 21                 |          | Joaquín Crespo                                    | 14/3/1894 – 28/2/1898           | Bầu cử trực tiếp                                                                          | Tướng quân đội                                 |
| 56           | 25                 |          | Ignacio Andrade                                   | 28/2/1898 – 20/10/1899          | Bầu cử trực tiếp                                                                          | Chính trị gia                                  |
| 57           | 26                 |          | Cipriano Castro                                   | 20/10/1899 – 19/12/1908         | Cách mạng Khôi phục Tự do                                                                 | Tướng quân đội                                 |
| 58           | 27                 |          | Juan Vicente Gómez                                | 19/12/1908 – 5/8/1913           | Đảo chính                                                                                 | Tướng quân đội                                 |
| 59           | 28                 |          | José Gil Fortoul                                  | 5/8/1913 – 19/4/1914            | Tổng thống lâm thời                                                                       | Luật sư                                        |
| 60           | 29                 |          | Victorino Márquez Bustillos                       | 19/4/1914 – 1922                | Tổng thống lâm thời                                                                       | Luật sư                                        |
| 61           | 27                 |          | Juan Vicente Gómez                                | 1922 - 30/5/1929                | Bầu cử gián tiếp                                                                          | Tướng quân sự                                  |
| 62           | 30                 |          | Juan Bautista Pérez                               | 30/5/1929 – 13/6/1931           | Quốc hội bầu gián tiếp                                                                    | Luật sư/Thẩm phán                              |
| 63           | 27                 |          | Juan Vicente Gómez                                | 13/6/1931 – 17/12/1935          | Quốc hội bầu gián tiếp                                                                    | Tướng quân đội                                 |
| 64           | 31                 |          | Eleazar López Contreras                           | 18/12/1935 – 30/6/1936          | Quyền tổng thống (nhiệm kì thứ nhất)                                                      | Tướng quân đội                                 |
| 65           | 31                 |          | Eleazar López Contreras                           | 30/6/1936 – 5/5/1941            | Bầu cử gián tiếp (nhiệm kì thứ hai)                                                       | Tướng quân đội                                 |
| 66           | 32                 |          | Isaías Medina Angarita                            | 5/5/1941 – 18/10/1945           | Bầu cử gián tiếp                                                                          | Tướng quân đội                                 |
| 67           | 33                 |          | Rómulo Betancourt                                 | 19/10/1945 – 17/2/1948          | Đảo chính                                                                                 | Chính trị gia                                  |
| 68           | 34                 |          | Rómulo Gallegos                                   | 17/2/1948 – 24/11/1948          | Bầu cử trực tiếp                                                                          | Nhà văn/Nhà tiểu thuyết                        |
| 69           | 35                 |          | Carlos Delgado Chalbaud                           | 24/11/1948 – 13/11/1950         | Đảo chính                                                                                 | Sĩ quan quân đội                               |
| 70           | 36                 |          | Germán Suárez Flamerich                           | 27/11/1950 – 2/12/1952          | Hội đồng quân sự bổ nhiệm                                                                 | Luật sư                                        |
| 71           | 37                 |          | Marcos Pérez Jiménez                              | 2/12/1952 – 19/4/1953           | Tổng thống lâm thời (đảo chính)                                                           | Tướng quân đội                                 |
| 71           | 37                 |          | Marcos Pérez Jiménez                              | 19/4/1953 – 23/1/1958           | Hội đồng Hiến pháp Quốc gia bầu ra                                                        | Tướng quân đội                                 |
| 72           | 38                 |          | Wolfgang Larrazábal                               | 23/1/1958 – 14/11/1958          | Đảo chính (Hồi đồng Chính quyền Dân-Quân sự)                                              | Đô đốc                                         |
| 73           | 39                 |          | Edgar Sanabria                                    | 14/11/1958 – 13/2/1959          | Quyền tổng thống                                                                          | Luật sư                                        |
| 74           | 33                 |          | Rómulo Betancourt                                 | 13/2/1959 – 13/3/1964           | Bầu cử trực tiếp                                                                          | Chính trị gia                                  |
| 75           | 40                 |          | Raúl Leoni                                        | 13/3/1964 – 11/3/1969           | Bầu cử trực tiếp                                                                          | Luật sư                                        |
| 76           | 41                 |          | Rafael Caldera                                    | 11/3/1969 – 12/3/1974           | Bầu cử trực tiếp                                                                          | Luật sư                                        |
| 77           | 42                 |          | Carlos Andrés Pérez                               | 12/3/1974 – 12/3/1979           | Bầu cử trực tiếp                                                                          | Chính trị gia                                  |
| 78           | 43                 |          | Luis Herrera Campins                              | 12/3/1979 – 2/2/1984            | Bầu cử trực tiếp                                                                          | Luật sư                                        |
| 79           | 44                 |          | Jaime Lusinchi                                    | 2/2/1984 – 2/2/1989             | Bầu cử trực tiếp                                                                          | Bác sĩ                                         |
| 80           | 42                 |          | Carlos Andrés Pérez                               | 2/2/1989 – 21/5/1993            | Bầu cử trực tiếp                                                                          | Chính trị gia                                  |
| 81           | 45                 |          | Octavio Lepage                                    | 21/5/1993 – 5/6/1993            | Quyền tổng thống                                                                          | Luật sư/ Chính trị gia                         |
| 82           | 46                 |          | Ramón José Velásquez                              | 5/6/1993 – 2/2/1994             | Tổng thống Hiến pháp do Quốc hội bổ nhiệm                                                 | Nhà văn                                        |
| 83           | 41                 |          | Rafael Caldera                                    | 2/2/1994 – 2/2/1999             | Bầu cử trực tiếp                                                                          | Luật sư                                        |
| 84           | 47                 |          | Hugo Chávez                                       | 2/2/1999 – 10/1/2001            | Bầu cử trực tiếp                                                                          | Trung tá quân đội                              |
| 85           | 47                 |          | Hugo Chávez                                       | 10/1/2001 – 12/4/2002           | Bầu cử trực tiếp                                                                          | Trung tá quân đội                              |
| 86           | 48                 |          | Pedro Carmona Estanga                             | 12/4/2002 – 13/4/2002           | Đảo chính                                                                                 | Doanh nhân                                     |
| 85           | 47                 |          | Hugo Chávez                                       | 14/4/2002 – 10/1/2007           | Phục vị với vị thế Tổng thống Hiến pháp của Venezuela                                     | Trung tá quân đội                              |
| 86           | 47                 |          | Hugo Chávez                                       | 10/1/2007 – 10/1/2013           | Bầu cử trực tiếp                                                                          | Trung tá quân đội                              |
| 87           | 47                 |          | Hugo Chávez                                       | 10/1/2013 – 05/3/2013           | Bầu cử trực tiếp                                                                          | Trung tá quân đội                              |
| 88           | —                  |          | Nicolas Maduro                                    | 05/3/2013 – 14/4/2013           | Quyền tổng thống sau cái chết của Tổng thống Chavez                                       | Chính trị gia/Lái xe                           |
| 89           | 49                 |          | Nicolás Maduro                                    | 15/4/2013 - Đương nhiệm         | Bầu cử trực tiếp                                                                          | Chính trị gia/Lái xe                           |
| 89           | 50                 |          | Juan Guaidó                                       | 23/1/2019 - 05/1/2023           | tự xưng                                                                                   | Kỹ sư                                          |